# Редколлегия (премия)
«Редколле́гия» — российская ежемесячная премия в области профессиональной журналистики, учреждённая в 2016 году фондом Бориса Зимина «Среда».

## Описание
Премия вручается ежемесячно сразу нескольким авторам, опубликовавшим интересные и качественные тексты. Организаторы премии считают, что таким образом они смогут «помочь тем, кто сохраняет в России высокие стандарты профессии в то время, когда свободная и качественная журналистика подвергается давлению со стороны государства, а права человека на свободное выражение своего мнения и на свободный доступ к информации систематически нарушаются».
Премией «Редколлегия» награждается конкретный автор или группа авторов за конкретный журналистский текст (расследование, репортаж или интервью), опубликованный любым доступным способом: в СМИ, на личном сайте, в социальной сети. Главным критерием отбора является высокий профессиональный уровень текста, аудитория и количество прочтений не имеют значения. Минимальный размер награды — две тысячи долларов.
В качестве претендентов на «Редколлегию» жюри рассматривает авторов журналистских работ, предполагающих получение новой общественно значимой информации, непосредственную работу с источниками информации, самостоятельный сбор сведений о событиях, явлениях, процессах, имеющих место в действительности.
На страницах проекта ежедневно публикуются ссылки на собранные группой экспертов материалы федеральных и региональных изданий, которые являются потенциальными претендентами на получение «Редколлегии». Выдвигают материал на премию как авторы, так и читатели, сообщая жюри и экспертам о важных публикациях при помощи специальной формы на сайте.
Первые лауреаты «Редколлегии» — Даниил Туровский, Сергей Медведев, Илья Рождественский и Михаил Рубин — были представлены в сентябре 2016 года.

## Организация
По состоянию на 2024 год следующие люди принимают или принимали участие в присуждении премии.

### Жюри
- Евгения Волункова — журналист и редактор, главный редактор портала «Такие дела»
- Александр Горбачёв — журналист
- Андрей Захаров — журналист-расследователь, бывший журналист портала «Фонтанка.ру», журнала РБК, Русской службы Би-би-си и издания «Проект»
- Анастасия Лотарева — журналист и редактор, специальный корреспондент Русской службы Би-би-си, бывшая главный редактор и корреспондент портала «Такие дела»
- Татьяна Малкина — журналист и редактор
- Виктор Мучник — журналист, редактор, медиаменеджер
- Елизавета Осетинская — журналист, бывший главный редактор газеты «Ведомости», основательница издания The Bell
- Сергей Смирнов — главный редактор издания «Медиазона»
- Максим Солюс — редактор, работал в «Коммерсанте», «Ведомостях», РБК. Сейчас — редактор в Центре по исследованию коррупции и организованной преступности (OCCRP) и издании «Важные истории».

Бывшие члены жюри
- Таисия Бекбулатова — основательница и главный редактор издания «Холод»
- Дмитрий Бутрин — журналист, публицист, заместитель главного редактора ИД «Коммерсантъ»
- Дмитрий Колезев — журналист, редактор. Основатель и издатель It’s My City (Екатеринбург). Ранее — шеф-редактор издания Znak.com и ведущий журналист «Ура.ру»
- Элла Панеях — публицист, социолог, доцент НИУ ВШЭ (Санкт-Петербург)
- Сергей Пархоменко — журналист и издатель, бывший ведущий программы «Суть событий» на радиостанции «Эхо Москвы»
- Юлия Таратута — журналистка, главный редактор онлайн-журнала Wonderzine и ведущая телеканала «Дождь». Раньше — главный редактор журналов Forbes Woman и Forbes Life, репортер, обозреватель и редактор в «Коммерсанте» и «Ведомостях» и журнале «Русский Newsweek»
- Максим Трудолюбов[вд] — публицист, редактор. Редактор-обозреватель «Медузы», обозреватель New York Times, редактор The Russia File. В 1999 году был в команде основателей газеты «Ведомости», а с 2003 по 2016 руководил разделом «Мнений»

### Эксперты
- Кирилл Денисов — журналист, блогер, редактор аккаунтов в социальных сетях премии «Редколлегия»
- Мария Зонина — переводчик, редактор
- Михаил Калужский — журналист, драматург
- Леонид Мойжес — журналист, редактор сайта redkollegia.org
- Анастасия Сечина — основательница и координатор некоммерческой инициативы «Четвёртый сектор» для региональных медиа и про них, бывший главный редактор и программный директор «Эха Москвы в Перми»
- Мария Эйсмонт — журналист, репортер, колумнист «Ведомостей», адвокат

### Совет
- Сергей Алексашенко — экономист
- Галина Арапова — юрист
- Борис Зимин — предприниматель
- Дмитрий Колезев — журналист
- Сергей Пархоменко — журналист и издатель
- Тамара Эйдельман — историк и педагог
- Якутенко, Ирина Игоревна — молекулярный биолог и научный журналист

## Статистика
Издания — лидеры по количеству полученных премий (по состоянию на ноябрь 2024 года):
- «Медуза» — 42;
- «Новая газета» — 34;
- «Проект» — 18 (с «Агентством» — 20[a]);
- «Важные истории» — 15;
- «Медиазона» — 13;
- Русская служба Би-би-си, «Такие дела» — 11;
- «Холод» — 10;
- «Дождь» — 9;
- The Bell — 7;
- 7x7, «Люди Байкала» — 6;
- «Батенька, да вы трансформер», «Спектр», «Фонтанка», «Настоящее время» — 5.

Люди — лидеры по количеству полученных премий (по состоянию на ноябрь 2024 года):
- Роман Баданин[a] — 10;
- Михаил Рубин[a] — 9;
- Мария Жолобова, Светлана Рейтер, — 7;
- Катерина Гордеева, Андрей Захаров[a], Лилия Яппарова — 6;
- Шура Буртин[вд], Дмитрий Дурнев, Елена Костюченко, Михаил Маглов, Катя Аренина[a], Алеся Мароховская, Даниил Туровский — 5;
- Анна Артемьева, Андрей Лошак, Елена Милашина, Ирина Панкратова, Олеся Герасименко, Софья Савина, Олеся Шмагун — 4.

## Лауреаты премии
| Год  | Месяц    | Автор | Издание                                                                               | Материал |
| ---- | -------- | --- | ------------------------------------------------------------------------------------- | --- |
| 2016 | Сентябрь | Даниил Туровский | Медуза                                                                                | «Конец частной жизни» |
| 2016 | Сентябрь | Сергей Медведев | Forbes                                                                                | «Биополитика насилия: что флешмоб женщин рассказал нам о России» |
| 2016 | Сентябрь | Илья Рождественский, Михаил Рубин                                                                                       | РБК                                                                                   | «Пробуждение силы: кто стоит за громкими спецоперациями ФСБ» |
| 2016 | Октябрь  | Денис Коротков | Фонтанка                                                                              | «Машина из Горловки наехала на выборы» |
| 2016 | Октябрь  | Александр Журавлёв, Ирина Казанкина, Константин Андрейчук, Михаил Синюхин                                               | NewsVo                                                                                | «Невезучие маршруты. Кто виноват в развале системы общественного транспорта Вологды?» |
| 2016 | Октябрь  | Сергей Шпилькин | @podmoskovnik (блог на LiveJournal)                                                   | «Обновленное распределение голосов по явке и скорректированные результаты» |
| 2016 | Ноябрь   | Ксения Леонова | Секрет Фирмы                                                                          | «Россия уходит в подполье: Пять дней в гаражах Тольятти» |
| 2016 | Ноябрь   | Игорь Подгорный | @igorpodgorny (блог на LiveJournal)                                                   | «Пережили Отечественную войну, переживём и эту…» |
| 2016 | Ноябрь   | Антон Кравцов | Такие дела                                                                            | «Не в себе» |
| 2016 | Декабрь  | Александрина Елагина | Moloko plus                                                                           | «Непрерывный терроризм» |
| 2016 | Декабрь  | Ильнур Шарафиев | Медуза                                                                                | «18 тысяч рублей за человека. Как устроено трудовое рабство в России» |
| 2016 | Декабрь  | Денис Пузырев | РБК                                                                                   | «Время — деньги: как работал подпольный бизнес по продаже дорогих часов» |
| 2016 | Декабрь  | Мария Башмакова | Огонек                                                                                | «Инакоборцы» |
| 2017 | Январь   | Татьяна Юрасова | Новая газета                                                                          | «Мытищи-гейт» |
| 2017 | Январь   | Сирануш Шароян | Republic                                                                              | «Черная касса. Как за 25 лет из страны вывели триллион долларов» |
| 2017 | Январь   | Ирина Тумакова | Фонтанка                                                                              | «Как в Боголюбове хотели света и лишились презервативов» |
| 2017 | Февраль  | Вадим Брайдов | Такие дела                                                                            | «Наколоться и забыться» |
| 2017 | Февраль  | Ксения Леонова, Николай Кононов, Владимир Шопотов                                                                       | Секрет Фирмы                                                                          | «Архипелаг ФСИН. Как устроена экономика тюремной системы России» |
| 2017 | Февраль  | Полина Ерёменко | Сноб                                                                                  | «Труп № 21449: история одного посмертного путешествия» |
| 2017 | Март     | Илья Азар | Новая газета                                                                          | «Ударники правосудия» |
| 2017 | Март     | Елена Соловьёва | 7x7                                                                                   | «Стирая „Рубеж“» |
| 2017 | Март     | Дмитрий Дурнев | Спектр                                                                                | «Как дела делаются. На чем держатся экономика и финансы ДНР и ЛНР» |
| 2017 | Апрель   | Егор Сковорода | Медиазона                                                                             | «Море скитов» |
| 2017 | Апрель   | Андрей Захаров, Полина Русяева                                                                                          | РБК                                                                                   | «В недрах „фабрики троллей“ вырос крупнейший в России медиахолдинг» |
| 2017 | Апрель   | Олеся Шмагун | Новая газета                                                                          | «Адвокат Павлов, „товарищ и партнер“» |
| 2017 | Май      | Елена Милашина, Ирина Гордиенко                                                                                         | Новая газета                                                                          | «Расправы над чеченскими геями» |
| 2017 | Май      | Елена Костюченко | Медуза                                                                                | «„Вы его убьете или мы его убьем. Выбирайте, что лучше“. Монолог гомосексуала, сбежавшего из Чечни» |
| 2017 | Июнь     | Алексей Ковалёв | Лапшеснималочная                                                                      | «Кто и как распиливает миллионы на обмане москвичей» |
| 2017 | Июнь     | Шура Буртин | Русский репортер                                                                      | «Дело Хоттабыча» |
| 2017 | Июль     | Павел Каныгин | Новая газета                                                                          | «Я верила, что нас там нет, на Украине» |
| 2017 | Июль     | Дмитрий Борко | Грани.ру                                                                              | Серия репортажей из суда по делу убийства Бориса Немцова (недоступная ссылка) |
| 2017 | Июль     | Екатерина Бороздина | Такие дела                                                                            | «Такая Россия: врачу наплевать на ваши эмоции» |
| 2017 | Август   | Мария Климова, Юлия Сугуева                                                                                             | Медиазона                                                                             | «Почему на Северном Кавказе женщин убивают их родственники, и как расследуют „убийства чести“» |
| 2017 | Август   | Вера Шенгелия | Медуза                                                                                | «Ну, выздоравливайте. Можно ли спасти людей, запертых в психоневрологических интернатах, — и почему провалилась реформа ПНИ»                                                                                                  |
| 2017 | Август   | Михаил Данилович | Звезда                                                                                | «ВИЧ напоказ. Как врачи нарушают тайну диагноза и чем это оборачивается для живущих с „плюсом“» |
| 2017 | Сентябрь | Роман Баданин, Николай Ковальков, Мария Жолобова, Дарья Жук                                                             | Дождь                                                                                 | «Питерские. Отец и сын. Авторитет из 90-х, с которым знаком Путин: тайная бизнес-империя Ильи Трабера» |
| 2017 | Сентябрь | Петр Маняхин | Батенька, да вы трансформер                                                           | «Капитализм чистой воды» |
| 2017 | Сентябрь | Денис Коротков | Фонтанка                                                                              | Цикл публикаций о реальных потерях российских частных военных организаций в Сирии |
| 2017 | Октябрь  | Юрий Дудь, Александр Аксёнов                                                                                            | вДудь (YouTube-канал)                                                                 | «Сергей Бодров — главный русский супергерой» |
| 2017 | Октябрь  | Александр Борзенко, Иван Голунов, Александр Горбачёв, Даниил Туровский                                                  | Медуза                                                                                | «„Христианского государства“ не существует. Но за ним, возможно, стоит ФСБ» |
| 2017 | Октябрь  | Тимофей Бутенко | Версия                                                                                | «Депутатская прикосновенность: в чьи руки уходит недвижимость саратовского Облпотребсоюза» |
| 2017 | Ноябрь   | Полина Русяева, Андрей Захаров                                                                                          | РБК                                                                                   | «Расследование РБК: как „фабрика троллей“ поработала на выборах в США» |
| 2017 | Ноябрь   | Даниил Туровский | Медуза                                                                                | «Вторая Катынь. Как советские власти расстреляли мирную демонстрацию в Новочеркасске — и кто сохранил память об этих событиях»                                                                                                |
| 2017 | Ноябрь   | Елена Рачева | Новая газета                                                                          | «Край» |
| 2017 | Декабрь  | Светлана Рейтер | The Bell                                                                              | «Я был завербован»: хакер из Екатеринбурга взял на себя ответственность за взломы в США |
| 2017 | Декабрь  | Анна Яровая | 7x7                                                                                   | «Переписать Сандармох» |
| 2017 | Декабрь  | Надежда Петрова | Коммерсантъ                                                                           | «Честность и порок» |
| 2018 | Январь   | Ольга Мутовина | Такие дела                                                                            | Октябрина молится |
| 2018 | Январь   | Светлана Зобова | Russiangate                                                                           | «Бортниковка»: как глава ФСБ и его заместитель скрыли недвижимость в Сестрорецке |
| 2018 | Январь   | Анна Родионова | Vademecum                                                                             | За что гематолога Елену Мисюрину осудили на два года лишения свободы |
| 2018 | Январь   | Катерина Гордеева | Православие и мир                                                                     | Дело абсурдное и явно показательное |
| 2018 | Февраль  | Игорь Пушкарев | Znak.com                                                                              | Куда их послали и почему? Как свиней отправили на убой |
| 2018 | Февраль  | Олеся Шмагун, Роман Анин                                                                                                | Новая газета                                                                          | Сынки Отечества |
| 2018 | Февраль  | Евгений Берг | Медуза                                                                                | Дети, которые говорили странные вещи |
| 2018 | Март     | Фарида Рустамова | Русская служба Би-би-си                                                               | «Я руки не распускаю, если только чуть-чуть» |
| 2018 | Март     | Максим Литаврин, Андрей Каганских                                                                                       | Медиазона                                                                             | Революция Руслана Д |
| 2018 | Март     | Елена Романова | Блокнот                                                                               | На авиазаводе в Ростовской области более двадцати человек отравились таллием |
| 2018 | Март     | Роман Шлейнов | Новая газета                                                                          | «Новичок» уже убивал |
| 2018 | Апрель   | Ирина Тумакова | Новая газета                                                                          | Позвоночник сломан, следы от кипятильника во рту |
| 2018 | Апрель   | Андрей Павленко | Такие дела                                                                            | Жизнь человека |
| 2018 | Апрель   | Александра Таранова | Новая газета                                                                          | Уполномочены промолчать |
| 2018 | Май      | Нина Абросимова | Батенька, да вы трансформер                                                           | Появились дешевые наркотики — и бабушки не выдержали |
| 2018 | Май      | Александр Черных | ОВД-Инфо                                                                              | «Я хотела выть, кричать им — что вы вообще делаете с моей дочерью? Вы люди или нет?» |
| 2018 | Май      | Ирина Кравцова | Медуза                                                                                | Девушку из Владикавказа насиловали четыре месяца. Её показания признали недостоверными из-за «психического состояния», а дело закрыли                                                                                         |
| 2018 | Июнь     | Кирилл Руков | The Village                                                                           | Света Уголек — модель с ожогами 45 % тела |
| 2018 | Июнь     | Александр Черных, Иван Слободенюк, Анна Васильева                                                                       | Коммерсантъ                                                                           | «Наконец-то мертвые заговорили» |
| 2018 | Июнь     | Полина Ефимова | Coda                                                                                  | Немчик родился |
| 2018 | Июль     | Орхан Джемаль, Александр Расторгуев, Кирилл Радченко                                                                    |                                                                                       | Мужество и преданность профессии |
| 2018 | Июль     | Ольга Боброва, Ирина Бирюкова                                                                                           | Новая газета                                                                          | 10 минут в классе воспитательной работы |
| 2018 | Август   | Катерина Гордеева, Роман Супер, Александр Уржанов                                                                       | Амурские волны (YouTube-канал)                                                        | Театральное дело |
| 2018 | Август   | Виктория Микиша | Такие дела                                                                            | Татьяна 911 |
| 2018 | Август   | Иван Голунов | Медуза                                                                                | Гроб, кладбище, сотни миллиардов рублей Как чиновники, силовики и бандиты делят похоронный рынок — и при чём тут Тесак. |
| 2018 | Сентябрь | Марк Науменко | Медуза                                                                                | Концлагерь на 10 миллионов уйгуров Китай построил в провинции Синьцзян полицейское государство будущего. Мы там побывали |
| 2018 | Сентябрь | Шура Буртин | Медуза                                                                                | Монитор-1 Главу грозненского «Мемориала» Оюба Титиева судят за наркотики. |
| 2018 | Сентябрь | Владимир Соколов | 59.ru                                                                                 | «К нам приходят люди из большого дома и удивляются. Они на зарплату себе такого позволить не могут» |
| 2018 | Октябрь  | Елизавета Пестова | Медиазона                                                                             | Секретные свидетели против «Свидетелей Иеговы». После решения Верховного суда по всей России арестованы уже десятки верующих                                                                                                  |
| 2018 | Октябрь  | Наталия Ростова | YeltsinMedia                                                                          | Майор Измайлов: «В Чечне была каша, а я должен был её пропагандировать. Конечно, я этого не делал» |
| 2018 | Октябрь  | Евгений Стецко | Такие дела                                                                            | Одинокая драка |
| 2018 | Октябрь  | Евгения Волункова, Анна Иванцова                                                                                        | Такие дела                                                                            | Бердмены |
| 2018 | Ноябрь   | Рита Ройтман | Это Кавказ                                                                            | Белая папаха Хабиба |
| 2018 | Ноябрь   | Михаил Рубин | Проект                                                                                | Телега из Кремля. Рассказ о том, как власти превратили Telegram в телевизор |
| 2018 | Ноябрь   | Даниил Туровский | Медуза                                                                                | Московская клиника предлагала делать «женское обрезание» девочкам до 12 лет по религиозным мотивам. Эта процедура калечит |
| 2018 | Декабрь  | Юлия Сугуева | Медиазона                                                                             | «А тела оставьте себе». История восьми приятелей, которых сначала похитили в Дагестане, а затем расстреляли и сожгли в Чечне                                                                                                  |
| 2018 | Декабрь  | Павел Каныгин | Новая газета                                                                          | Хачатурян. Танцы с пистолетом |
| 2018 | Декабрь  | Глеб Яровой | 7x7                                                                                   | Деревенщина, «хозяин», садист |
| 2019 | Январь   | Татьяна Брицкая | Блогер 51                                                                             | Бог подаст |
| 2019 | Январь   | Марина Малкова | Znak.com                                                                              | Взрывчатка в ТЦ, четверо убитых и молчание силовиков |
| 2019 | Февраль  | Сергей Ерженков | Дождь                                                                                 | «Побег». Фильм Сергея Ерженкова о двух толстовцах, которые бежали от государства в лес |
| 2019 | Февраль  | Дарья Бурлакова | Новая газета                                                                          | Рецепты быстрого обогащения |
| 2019 | Февраль  | Иван Козлов | Звезда                                                                                | Кошмарный сон Веры Павловны: что происходит внутри ветхого дома из проекта Ханнеса Мейера |
| 2019 | Февраль  | Саша Сулим | Медуза                                                                                | Его никто не искал, а он продолжал убивать «Маньячная группа» 15 лет ловила в Иркутской области серийных убийц — несмотря на противодействие начальства и безразличие жителей                                                 |
| 2019 | Март     | Катя Аренина | Проект                                                                                | Немилостивый государь. Исследование о том, как российская власть перестала быть милосердной |
| 2019 | Март     | Светлана Прокопьева | Эхо Москвы в Пскове                                                                   | Специальная премия в номинации «Солидарность» |
| 2019 | Март     | Зося Родкевич | Romb (YouTube-канал)                                                                  | Выжившие. Спустя год после трагедии в Кемерово |
| 2019 | Март     | Алиса Кустикова, Олеся Шмагун, Ирина Долинина, Алеся Мароховская                                                        | Медуза                                                                                | Кошелек российской элиты. Как устроена офшорная империя «Тройки Диалог» |
| 2019 | Апрель   | Елена Чеснокова | Батенька, да вы трансформер                                                           | 50 оттенков красного |
| 2019 | Апрель   | Сергей Вилков | News.ru                                                                               | Управление Генштаба по делам нечистой силы. Минобороны 15 лет тратило миллионы долларов на экстрасенсов |
| 2019 | Апрель   | Илья Рождественский, Михаил Рубин, Роман Баданин                                                                        | Проект                                                                                | Шеф и повар. Часть третья. |
| 2019 | Май      | Борис Грозовский | The Insider                                                                           | «Призывы к борьбе с рабством угрожают государственному строю». Как устроен рынок «экспертов» на службе у СК |
| 2019 | Май      | Тимофей Бутенко | Версия                                                                                | Умереть по средствам: с какими зарплатами региональные силовики, врачи, учителя и деятели культуры становятся банкротами (и сколько их таких)                                                                                 |
| 2019 | Май      | Карина Заболотная, Нина Попугаева, Дмитрий Степановский                                                                 | 7x7                                                                                   | Азбука Шиеса. «Ленинград», шиесон и мусороботы |
| 2019 | Июнь     | Мария Погребняк, Анастасия Кулагина                                                                                     | МБХ медиа                                                                             | Московский Чернобыль: Юго-Восточная хорда на ядерном могильнике |
| 2019 | Июнь     | Юлия Вишневецкая, Константин Саломатин                                                                                  | Радио «Свобода»                                                                       | Шиес. Осада. Как север борется с московским мусором |
| 2019 | Июнь     | Андрей Заякин | Новая газета                                                                          | Это нам подбросили. 40 тысяч раз |
| 2019 | Июнь     | Евгений Антонов | Бумага                                                                                | Как петербуржцы доказывают, что им подбросили наркотики? Три истории о задержаниях, судах и проблемах законодательства |
| 2019 | Июль     | Анастасия Стогней, Роман Баданин, Ирина Малкова                                                                         | The Bell                                                                              | «Коммерческие ребята»: как ФСБ крышует российские банки |
| 2019 | Июль     | Яна Сахипова, Михаил Шубин                                                                                              | ОВД-Инфо                                                                              | Медиакоманда ОВД-Инфо |
| 2019 | Июль     | Павел Мерзликин | Медуза                                                                                | Ситуация простая: либо фальсифицировать, либо стреляться В России полицейских доводит до самоубийства сама правоохранительная система.                                                                                        |
| 2019 | Август   | Таисия Бекбулатова | Холод                                                                                 | Дорога в Аскиз |
| 2019 | Август   | Роман Романовский | Руград                                                                                | Заплатить за дерьмо |
| 2019 | Август   | Александр Соколов | Проект                                                                                | Госкорпорация «Правосудие». Часть вторая. Исследование о том, кто в России судьи |
| 2019 | Сентябрь | Ирина Долинина, Алеся Мароховская                                                                                       | Новая газета                                                                          | «Я тебя и убью» Как в России смягчают наказания за истязания и убийства детей в семьях и почему виновных нередко просто отпускают.                                                                                            |
| 2019 | Сентябрь | Анастасия Якорева | Ведомости                                                                             | Проплаченные статьи и псевдоконференции: как вузы пытаются повысить свои рейтинги |
| 2019 | Сентябрь | Николай Кудин, Мария Карпенко, Ирина Корбат, Денис Лебедев                                                              | Фонтанка                                                                              | Требуйте пересчета голосов после отстоя результатов. Как оппозиция теряет мандаты в муниципалитетах Петербурга |
| 2019 | Сентябрь | Андрей Лошак | Настоящее время                                                                       | Холивар. История рунета |
| 2019 | Октябрь  | Александра Левинская, Александра Сивцова                                                                                | Батенька, да вы трансформер                                                           | Поколение ТЦ |
| 2019 | Октябрь  | Марина Бочарова, Никита Щуренков, Михаил Коростиков                                                                     | Коммерсантъ                                                                           | По системе «все свои» |
| 2019 | Октябрь  | Сергей Маркелов | 7x7                                                                                   | Черный список президента |
| 2019 | Ноябрь   | Лилия Яппарова | Медуза                                                                                | Мы сами — силовики Рынок политического насилия захватывают частные игроки — люди, прошедшие Сирию и Донбасс. Раньше он принадлежал сотрудникам ФСБ и МВД                                                                      |
| 2019 | Ноябрь   | Ирина Панкратова | The Bell                                                                              | Кибермонархия Константина Малофеева: как устроен бизнес православного миллиардера |
| 2019 | Ноябрь   | Катерина Гордеева | Ещёнепознер (YouTube-канал)                                                           | Норд-Ост. 17 лет |
| 2019 | Декабрь  | Алексей Пивоваров | Редакция (YouTube-канал)                                                              | Катастрофа Ту-154: из-за чего погибли Доктор Лиза и хор Александрова? |
| 2019 | Декабрь  | Дарья Новичкова | Батенька, да вы трансформер                                                           | Как устроена торговля детьми во «ВКонтакте» |
| 2019 | Декабрь  | Анастасия Сечина, Александра Яшаркина, Мария Кольцова, Тимофей Бутенко, Ирина Шабалина                                  | 7x7                                                                                   | Обвинительные клоны. Спецпроект о презумпции виновности в России |
| 2020 | Январь   | Катя Аренина | The Bell                                                                              | Страна наличных: как власти 10 лет боролись с обналом и кто победил |
| 2020 | Январь   | Катерина Гордеева | Медуза                                                                                | Пятилетняя девочка всю жизнь провела в частной клинике — и никогда её не покидала. Так решили родители |
| 2020 | Январь   | Юлия Апухтина | Проект                                                                                | Четвертая стадия. Исследование о том, как в России перестали лечить бедных |
| 2020 | Январь   | Мария Запрометова | МБХ медиа                                                                             | Страна извинений: как чеченцы завели соцсети и стали преследовать друг друга за неподобающий контент |
| 2020 | Февраль  | Виктор Дереза | Юга.ру                                                                                | Поставить крест на прежней жизни. Как Олимпиада изменила жизнь старообрядцев |
| 2020 | Февраль  | Юрий Дудь | вДудь (YouTube-канал)                                                                 | ВИЧ в России — эпидемия, про которую не говорят |
| 2020 | Февраль  | Даниил Сотников, Мария Жолобова, Роман Баданин                                                                          | Проект                                                                                | Шоссе в никуда |
| 2020 | Март     | Соня Гройсман | Проект                                                                                | Правочное бюро. Фильм о том, как чёрный пиар пришел в русскую «Википедию» |
| 2020 | Март     | Илья Горшков | Daily Storm                                                                           | В России затраты на уборку снега не зависят от количества снега. |
| 2020 | Март     | Юлия Дудкина | Холод                                                                                 | «Пойду пешком через границу» |
| 2020 | Апрель   | Дмитрий Дурнев | Спектр                                                                                | «На основе обычаев». Как в самопровозглашенной ДНР пишут собственные законы и как потом по ним судят своих и чужих |
| 2020 | Апрель   | Юрий Козырев, Елена Костюченко                                                                                          | Новая газета                                                                          | Это шторм |
| 2020 | Апрель   | Андрей Захаров | Русская служба Би-би-си                                                               | «Умный город» или «Старший брат»? Как мэрия научилась знать о москвичах всё |
| 2020 | Май      | Алексей Пивоваров | Редакция (YouTube-канал)                                                              | Почему Дагестан стал горячей точкой на карте эпидемии |
| 2020 | Май      | Олеся Остапчук | Холод                                                                                 | Там такое братство |
| 2020 | Май      | Ирина Шихман | А поговорить? (YouTube-канал)                                                         | Вирус молчания: о чём категорически запрещено говорить врачам? |
| 2020 | Июнь     | Елена Трифонова | Люди Байкала                                                                          | «Когда стоишь у ног умирающего, его душа висит справа от тела, в верхнем углу. Туда обращайся» |
| 2020 | Июнь     | Софья Савина | Важные истории                                                                        | По «закону подлецов» |
| 2020 | Июнь     | Ирина Кравцова | Медуза                                                                                | Других развлечений тут нет. В Красноярском крае убили 12-летнюю девочку. За год до этого её изнасиловали — об этом знала полиция и вся деревня.                                                                               |
| 2020 | Июль     | Алексей Романов | Романов (YouTube-канал)                                                               | Город без Путина |
| 2020 | Июль     | Мария Жолобова, Роман Баданин, Михаил Рубин                                                                             | Проект                                                                                | Братья Ltd. Расследование о том, как зарабатывают Рамзан Кадыров и Адам Делимханов |
| 2020 | Июль     | Олеся Шмагун | Важные истории                                                                        | Как российские чиновники приватизировали старейшую международную организацию в Женеве |
| 2020 | Август   | Юлия Алыкова, Софья Савина, Екатерина Мороко                                                                            | Важные истории, Новая газета, Transparency International, DOXA                        | Целевая аудитория: как чиновники отправляют своих детей учиться в престижные вузы без конкурса |
| 2020 | Август   | Максим Солопов | Медуза                                                                                | Хотели перемен, суки? Спецкор «Медузы» Что происходило в изоляторе на улице Окрестина, который стал символом полицейской жестокости в Беларуси                                                                                |
| 2020 | Август   | Михаил Рубин | Проект                                                                                | Враг номер один. Рассказ о том, как власть борется с Алексеем Навальным |
| 2020 | Сентябрь | Полина Ужвак, Софья Савина, Глеб Лиманский                                                                              | Важные истории                                                                        | «Если ты уйдешь, я буду рада» Почему приемные дети все чаще попадают обратно в детдома |
| 2020 | Сентябрь | Анатолий Сулейманов | Baza                                                                                  | Человек, который украл республику |
| 2020 | Сентябрь | Елена Погребижская | Канал Елены Погребижской (YouTube-канал)                                              | 90 процентов женщин там не носят трусы. Школьница и врач из Уфы построили больницу в Гватемале. Как? |
| 2020 | Октябрь  | Максим Литаврин, Анастасия Бойко, Давид Френкель, Егор Сковорода                                                        | Медиазона                                                                             | Минск избитый. Как силовики калечили протестующих |
| 2020 | Октябрь  | Роман Шлейнов | Важные истории                                                                        | Секретный яд: отравление Навального и единственное в России дело об убийстве «Новичком» |
| 2020 | Октябрь  | Венера Галеева | Фонтанка                                                                              | Второй кремцех. Книга учёта петербургского крематория против официальной статистики |
| 2020 | Ноябрь   | Борис Сафронов, Анастасия Якорева, Роман Баданин                                                                        | Медуза, Проект, VTimes                                                                | Двойные агенты: как сотрудники АСВ и ФСБ обогащались на проблемных банках |
| 2020 | Ноябрь   | Михаил Маглов, Егор Сковорода, Алла Константинова, Полина Глухова                                                       | Медиазона                                                                             | Неизвестные убийцы Немцова. Что следствие упустило, расследуя нападение на политика |
| 2020 | Ноябрь   | Анна Пушкарская | Холод                                                                                 | Несменяемее Путина |
| 2020 | Декабрь  | Анастасия Целых | Секрет фирмы                                                                          | «Детская онкология — коммерчески неинтересная отрасль». Почему российские дети с раком крови остались без адекватного лечения                                                                                                 |
| 2020 | Декабрь  | Ольга Шамина, Сергей Козловский, Анна Пушкарская, Тимур Сазонов                                                         | Русская служба Би-би-си                                                               | Сочинский округ Колумбия: почему центр «Сириус» станет федеральной территорией |
| 2020 | Декабрь  | Елена Костюченко, Юрий Козырев                                                                                          | Новая газета                                                                          | Ночь, день, ночь |
| 2021 | Январь   | Лилия Яппарова, Денис Дмитриев, Алексей Ковалёв, Михаил Маглов                                                          | Медуза                                                                                | Если человек — президент, ему все можно |
| 2021 | Январь   | Алексей Навальный, Мария Певчих, Георгий Албуров                                                                        | Алексей Навальный (YouTube-канал)                                                     | Дворец для Путина. История самой большой взятки |
| 2021 | Январь   | Дмитрий Дурнев | Проект, Спектр                                                                        | Самопровозглашенные. Часть 1. Репортаж о том, как в сердце Европы работает концлагерь |
| 2021 | Январь   | Мария Борзунова, Владимир Роменский, Василий Полонский, Алексей Коростелев                                              | Дождь                                                                                 | Специальные эфиры об акциях протеста в защиту Навального: 23 и 31 января |
| 2021 | Февраль  | Дарья Саркисян | Медуза                                                                                | Мы изучили, почему из российских аптек постоянно пропадают лекарства. Главный ответ — вообще никто не отвечает за то, чтобы их было достаточно                                                                                |
| 2021 | Февраль  | Алеся Мароховская, Иван Голунов                                                                                         | Важные истории, Медуза                                                                | «Я свидетель!» Кто помогает полицейским фальсифицировать уголовные дела за наркотики |
| 2021 | Февраль  | Роман Доброхотов | The Insider (при участии Bellingcat)                                                  | Контрсанкции. Как сотрудники ФСБ пытались отравить Владимира Кара-Мурзу |
| 2021 | Март     | Елена Милашина | Новая газета                                                                          | «Я служил в чеченской полиции и не хотел убивать людей» |
| 2021 | Март     | Анастасия Якорева | Медуза                                                                                | Человек без костей |
| 2021 | Март     | Светлана Рейтер, Александр Ершов, Фарида Рустамова                                                                      | Медуза                                                                                | Особенно перспективный сорт нефти |
| 2021 | Апрель   | Катя Аренина | Важные истории                                                                        | «Надо будет, и тебя убьем» |
| 2021 | Апрель   | Анастасия Куц, Татьяна Колобакина, Герман Нечаев, Никита Кучинский                                                      | Проект, DOXA                                                                          | Образовательный ценз. Исследование о том, кто учит российскую молодежь |
| 2021 | Апрель   | Денис Сивков, Макар Терешин                                                                                             | Такие дела                                                                            | Наш космос |
| 2021 | Май      | Елена Костюченко, Юрий Козырев                                                                                          | Новая газета                                                                          | Интернат |
| 2021 | Май      | Кирилл Руков | Baza                                                                                  | Дети ОПГ |
| 2021 | Май      | Наталья Сокольникова | Люди Байкала                                                                          | Две тысячи триста «глаз» Байкала |
| 2021 | Июнь     | Ирина Тумакова | Новая газета                                                                          | Операция «Э» |
| 2021 | Июнь     | Риза Хасанов, Арден Аркман                                                                                              | Новая газета                                                                          | Агония на Ангаре |
| 2021 | Июнь     | Мария Карпенко | Холод                                                                                 | Дорога костей |
| 2021 | Июль     | Илья Азар, Анна Артемьева                                                                                               | Новая газета                                                                          | Дочь самурая — человек-проблема |
| 2021 | Июль     | Ирина Кравцова | Медуза                                                                                | Мы оказались в ловушке |
| 2021 | Июль     | Олеся Герасименко | Русская служба Би-би-си                                                               | «Жадность и лень». Почему наркотики стали в России доступным бизнесом и для студентов, и для полицейских |
| 2021 | Июль     | Юлия Дудкина, Лиза Миллер, Михаил Зеленский                                                                             | Холод                                                                                 | «Я говорю пациентам, что прививку делать не нужно» |
| 2021 | Август   | Лилия Яппарова | Медуза                                                                                | Вы — враги Отечества, и вас нужно вешать на столбах |
| 2021 | Август   | Саша Сулим | Редакция (YouTube-канал)                                                              | Тюмень и иные: как заранее распознать маньяка? |
| 2021 | Август   | Мария Борзунова | Дождь                                                                                 | Страна в изгнании: как белорусы бегут от режима Лукашенко и на что надеются |
| 2021 | Сентябрь | Ольга Мутовина | Люди Байкала                                                                          | Пришло решение — продать квартиру и вложить деньги в «Финико» |
| 2021 | Сентябрь | Екатерина Котрикадзе | Дождь                                                                                 | Верните эту память. Как вспоминают погибших при терактах в США и в России |
| 2021 | Сентябрь | Андрей Ященко | The Люди (YouTube-канал)                                                              | Самое страшное наводнение на Дальнем Востоке |
| 2021 | Октябрь  | Елена Юришина, Лора Фиш                                                                                                 | Медиазона                                                                             | Латают дыры. Как репрессивное законодательство меняют по следам скандалов, политических процессов и протестов |
| 2021 | Октябрь  | Максим Гонгальский | Новая газета                                                                          | Мандаты пользуются вбросом |
| 2021 | Октябрь  | Кирилл Руков | Baza                                                                                  | Сын Егеря. Дети ОПГ-3 |
| 2021 | Ноябрь   | Олеся Герасименко | Русская служба Би-би-си                                                               | «У нас запрет на реальность». Почему в российском кино и сериалах все больше табу |
| 2021 | Ноябрь   | Алеся Мароховская, Екатерина Бонч-Осмоловская                                                                           | Важные истории, Новая газета                                                          | Как пропагандисты нагнетают ненависть к мигрантам, а МВД обвиняет в этом «иноагентов» |
| 2021 | Ноябрь   | Константин Гольденцвайг                                                                                                 | Дождь                                                                                 | Свидетели Алексея. Пытки для Навального: кем его окружили в колонии, как компрометируют и ломают |
| 2021 | Декабрь  | Ирина Щербакова, Анастасия Ясеницкая                                                                                    | Холод                                                                                 | Что вы плачете, Ниночка? |
| 2021 | Декабрь  | Команда «Агентства» | Агентство                                                                             | Следствие ведут палачи |
| 2021 | Декабрь  | Юрий Дудь, Даниил Туровский                                                                                             | вДудь (YouTube-канал)                                                                 | Почему в России пытают? |
| 2022 | Январь   | Владислав Горин | Медуза                                                                                | Силовики в России все влиятельнее, а известно о них все меньше |
| 2022 | Январь   | Роман Баданин, Михаил Рубин, Михаил Маглов, Дмитрий Сухарев                                                             | Агентство                                                                             | Железные маски. Новый сезон. |
| 2022 | Январь   | Елена Милашина | Новая газета                                                                          | Враг номер один |
| 2022 | Февраль  | не вручалась | не вручалась                                                                          | не вручалась |
| 2022 | Март     | Катерина Гордеева | Скажи Гордеевой                                                                       | Дмитрий Муратов: «Здорово определились добро и зло» |
| 2022 | Март     | Лилия Яппарова | Медуза                                                                                | Они уже идут. Три недели войны навсегда изменили Киев и киевлян |
| 2022 | Март     | Елена Костюченко | Новая газета                                                                          | Херсон |
| 2022 | Апрель   | Василий Матенов, Лилия Матенова                                                                                         | @asiansofrussia (профиль в Instagram)                                                 | За освещение культуры и проблем народов российского Дальнего Востока |
| 2022 | Апрель   | Анастасия Чумакова, Лилия Яппарова, Алексей Ковалёв, Дамир Нигматуллин                                                  | Медуза, Astra                                                                         | «Думаешь, я этого хочу? Я больной. Я ненормальный.» Российские солдаты насиловали женщин и убивали мужчин в мирном селе под Киевом                                                                                            |
| 2022 | Апрель   | Шура Буртин | Медуза                                                                                | Войти во мрак и нащупать в нём людей. Почему россияне поддерживают войну? |
| 2022 | Апрель   | Елена Трифонова | Люди Байкала                                                                          | «Тут всё пропахло мертвецами». Как в Бурятии хоронят военных, погибших в Украине |
| 2022 | Май      | Дмитрий Трещанин | Медиазона                                                                             | Самая полная карта мародеров. «Медиазона» проследила, как военные за три месяца отправили от границы с Украиной 58 тонн посылок (и один «Орлан»)                                                                              |
| 2022 | Май      | Светлана Рейтер | Медуза                                                                                | Мы замучились бороться. Как российское вторжение в Украину раскололо «Яндекс» |
| 2022 | Май      | Дмитрий Дурнев | Спектр                                                                                | Та самая бабушка с красным флагом. Как она жила, за что молится и почему не подозревает, как выглядит флаг России — интервью                                                                                                  |
| 2022 | Июнь     | Илья Венявкин | Холод                                                                                 | Человек, который придумал деукраинизировать Украину |
| 2022 | Июнь     | Андрей Лошак | Настоящее время                                                                       | Разрыв связи |
| 2022 | Июнь     | Михаил Маглов, Роман Баданин, Мария Певчих, Дмитрий Сухарев, Иван Васильев                                              | Проект                                                                                | Добытчики |
| 2022 | Июль     | Ирина Панкратова | The Bell                                                                              | Война и мир в TikTok. Как российские «тикток-хаусы» превратились в офисы военной пропаганды |
| 2022 | Июль     | Андрей Захаров, Мария Коренюк                                                                                           | Русская служба Би-би-си                                                               | «Мы потеряли все, что заработали тяжелым трудом». Россия вывозит из Украины не только зерно, но и подсолнечник |
| 2022 | Июль     | Елизавета Цыбулина, Илья Шуманов                                                                                        | Transparency International                                                            | Воруй и надувай. Как из России вывели 41 миллиард с помощью пластиковых бутылок |
| 2022 | Август   | Екатерина Фомина | Важные истории                                                                        | Командир дал приказ: «В расход их» |
| 2022 | Август   | Светлана Анохина | Черта                                                                                 | Как Патимат стала Викторией |
| 2022 | Август   | Катя Аренина | Проект                                                                                | Процесс. Рассказ о том, как чекисты придумали дело Ивана Сафронова |
| 2022 | Сентябрь | Петр Рузавин | Медиазона                                                                             | Купянский рай. Репортаж из освобожденных городов Харьковской области |
| 2022 | Сентябрь | Владимир Севриновский                                                                                                   | Медуза                                                                                | В основном они за кредиты Как тувинцы умирают на чужой войне, пытаясь выкарабкаться из нищеты, — и как просят шаманов и буддийских монахов их защитить                                                                        |
| 2022 | Сентябрь | Дмитрий Дурнев | Спектр                                                                                | Прикопанные. Репортаж о том, как под Харьковом из-под земли проступают тела в российской форме и что происходит в Украине с мертвыми россиянами                                                                               |
| 2022 | Октябрь  | Ирина Бабичева | 161.ru                                                                                | Я тебя отвоюю. Как жены и матери заключенных мешают отправлять их из Ростовской области на Украину |
| 2022 | Октябрь  | Денис Пузырев | Sports.ru                                                                             | Российский спорт без иностранных товаров — утопия. Исследование Sports.ru |
| 2022 | Октябрь  | Анастасия Красильникова                                                                                                 | Либо/Либо                                                                             | Подкаст-расследование «Ученицы» |
| 2022 | Ноябрь   | Елизавета Фохт, Анастасия Лотарева                                                                                      | Русская служба Би-би-си                                                               | «Тот, кто нам тело отдаст, по-любому будет виновный». История жизни и смерти Евгения Нужина, забитого кувалдой |
| 2022 | Ноябрь   | Шура Буртин | Медуза                                                                                | «Что я чувствовал? Да иди ты на ***!» Шура Буртин по просьбе «Медузы» провел два месяца в Украине — и рассказывает, как украинцы живут во время войны и защищают свою страну от России                                        |
| 2022 | Ноябрь   | Анастасия Стогней | Русская служба Би-би-си                                                               | «Фамилия знакомая». Кто в России продвигает закон о психологической помощи в разгар войны |
| 2022 | Декабрь  | Татьяна Брицкая | Свободное пространство                                                                | «Знаю, что посадят. У меня был выбор, и я его сделал» |
| 2022 | Декабрь  | Мария Жолобова, Стивен Грей, Морис Тамман                                                                               | Важные истории, Reuters, RUSI                                                         | Запад запретил продавать России комплектующие для производства оружия. Но «Ростех» их успешно покупает |
| 2022 | Декабрь  | Максим Курников, Александр Архангельский, Татьяна Сорокина                                                              | Настоящее время                                                                       | Голод (статья) |
| 2023 | Январь   | Сергей Вакуленко | Re-russia.net                                                                         | Ценовой потолок или кепка-невидимка? Сколько на самом деле стоит российская нефть |
| 2023 | Январь   | Нина Абросимова | Новая вкладка                                                                         | "Я сказал: «С чего вы взяли, что меня убьют? Вы меня в колонии быстрее убьёте — морально» |
| 2023 | Январь   | Ольга Мутовина | Люди Байкала                                                                          | «Я был ребёнком врагов народа. Потом стал шпионом. Сейчас экстремист» |
| 2023 | Февраль  | Анна Фимина | Дождь                                                                                 | Откровения российских военных: почему они хотят обратно на фронт и верят в «нацистов»? |
| 2023 | Февраль  | Екатерина Бонч-Осмоловская, Алеся Мароховская, Ирина Долинина, Софья Савина, Полина Ужвак, редакция «Важных историй»    | Важные истории                                                                        | Дело о российской цензуре: «Око государевой цензуры», «Внутри машины цензуры», «Как Роскомнадзор власть Путина бережет» |
| 2023 | Февраль  | Кира Деревцова | Чита.ру                                                                               | Это наше золото. Как жители Вершино-Дарасунского убивают себя в шахтах ради детей, «лексусов» и квартир |
| 2023 | Март     | Евгения Хацкевич | vot-tak.tv                                                                            | Здесь у моря был город. Репортаж из Мариуполя, превращенного в одну длинную очередь обездоленных |
| 2023 | Март     | Виктория Ивлева | victoriaivleva_                                                                       | Фотографии из городов Украины во время войны |
| 2023 | Март     | Александр Амзин, Артем Ефимов, Наталья Кондрашова, Виталий Васильченко                                                  | Медуза                                                                                | Рассылка «Сигнал» |
| 2023 | Апрель   | Никита Рязанский, Вера Шенгелия, Александр Кузнецов, хх.т, Екатерина Балясникова                                        | DOXA                                                                                  | Неблаготворительность. Президентские гранты и война |
| 2023 | Апрель   | Артемий Введенский, Дарья Павлова                                                                                       | Russian Field                                                                         | Год «специальной военной операции» в Украине: отношение россиян |
| 2023 | Апрель   | Анастасия Ларина, Роман Дорофеев                                                                                        | Продолжение следует                                                                   | «Допускаю, что дождётся только мама» |
| 2023 | Апрель   | Олеся Герасименко | Русская служба Би-би-си                                                               | Роды под бомбами: истории пациенток и врачей роддома № 3 в Мариуполе |
| 2023 | Май      | Лилия Яппарова | Медуза                                                                                | «Нас превращали в затравленных животных». Как устроены тюрьмы, в которых российские спецслужбы держат мирных украинцев, захваченных на оккупированных территориях. Расследование «Медузы»                                     |
| 2023 | Май      | Илья Рождественский | Центр «Досье»                                                                         | «Я считаю президента военным преступником». Интервью офицера ФСО, который работал с Путиным и сбежал из России |
| 2023 | Май      | Михаил Фишман | Дождь                                                                                 | Выпуск программы «И так далее» от 26 мая 2023 г. |
| 2023 | Июнь     | Алексей Новоселов, Никита Кузнецов, Наталья Исакова                                                                     | проект «Минута в минуту»                                                              | Буденновск. Минута в минуту |
| 2023 | Июнь     | Никита Цицаги | Новая вкладка                                                                         | «Всё горит и ничего нету» |
| 2023 | Июнь     | Светлана Рейтер, Мария Жолобова, Анастасия Короткова                                                                    | Медуза, Важные истории                                                                | «Чистыми руками взять патриотических денег и не зашквариться» |
| 2023 | Июнь     | Елена Милашина | Новая газета                                                                          | «Никогда мы не будем братьями» |
| 2023 | Июль     | Дмитрий Трещанин, Дмитрий Карцев, анонимный автор «Медузы», дата-отдел «Медиазоны»                                      | Медуза, Медиазона                                                                     | 47 тысяч погибших к концу мая 2023. «Медиазона» и «Медуза» рассчитали потери России в войне |
| 2023 | Июль     | Иван Жилин | Новая газета                                                                          | Отлет валькирий. В Горячем Ключе будут скучать по ЧВК «Вагнер». Она забирала жизни, но стала здесь «системообразующим предприятием»                                                                                           |
| 2023 | Июль     | Мстислав Письменков | Продолжение следует                                                                   | «Будет дорога — русские сюда полезут» |
| 2023 | Июль     | Андрей Захаров, Катя Аренина, Екатерина Резникова, Михаил Рубин, при участии Романа Баданина и других авторов «Проекта» | Проект                                                                                | Шеф и повар. Часть 5. Портрет Евгения Пригожина, персонального садиста при президенте России (от премии отказались) |
| 2023 | Август   | Сергей Горяшко, Елизавета Фохт, Софья Самохина                                                                          | Русская служба Би-би-си                                                               | «Мы русские и мы не можем ошибаться». Как дипломаты потеряли влияние на Путина и не остановили войну |
| 2023 | Август   | | Холод                                                                                 | Податливое создание. Десятки россиян попали в плен в один подвал в Украине. Вот как их «перевоспитывали» и обменивали |
| 2023 | Август   | Александр Савельев, Сергей Подсытник, Дарья Литвишко, Антон Рубин, Матвей Курдюков                                      | «Протокол», ютьюб-канал «РЗВРТ»                                                       | Плейлист «Алабуга. Иранские дроны по франшизе» на YouTube |
| 2023 | Сентябрь | Александр Горбачев | Подкаст «Он увидел солнце» о жизни Егора Летова и музыке группы «Гражданская оборона» | Подкаст «Он увидел солнце» о жизни Егора Летова и музыке группы «Гражданская оборона» |
| 2023 | Сентябрь | Мария Жолобова, Светлана Рейтер, Ирина Панкратова, Андрей Перцев                                                        | The Bell, Медуза, Важные истории                                                      | «И появилась такая идея — делать фейки». Кто придумывает вранье, которое распространяет путинская пропаганда |
| 2023 | Октябрь  | Андрей Лошак | Настоящее время                                                                       | документальный сериал «Пентагон» |
| 2023 | Октябрь  | Соня Гройсман, Ольга Чуракова                                                                                           | подкаст «Привет, ты иноагент»                                                         | сезон «Сёстры» |
| 2023 | Октябрь  | Дарья Асланян | Такие дела                                                                            | «Кто соблазнит одного из малых сих…» |
| 2023 | Ноябрь   | Андрей Захаров | Проект                                                                                | Как Путин на самом деле начал войну с Украиной |
| 2023 | Ноябрь   | Екатерина Алябьева | Бумага                                                                                | «За бумажки можно было бы, конечно, поменьше». Интервью с пенсионеркой, по заявлению которой задержали Скочиленко |
| 2023 | Ноябрь   | Аида Живых | Феминистское антивоенное сопротивление                                                | «Особенная красота манипулятивной работы с людьми»: как работает фонд, который продвигает запрет абортов в России |
| 2023 | Декабрь  | Иван Жилин, Анна Артемьева                                                                                              | Новая газета                                                                          | Ничьи мальчики. Голоса российских сирот, которых убеждают подписывать армейский контракт и которые возвращаются со спецоперации                                                                                               |
| 2023 | Декабрь  | | Важные истории                                                                        | Жены мобилизованных о войне, Путине и будущем России |
| 2023 | Декабрь  | Елизавета Сурначёва, Даниил Беловодьев, Валерия Егошина, Кира Толстякова                                                | Расследовательские проекты «Схемы» и «Система»                                        | Уловка «Редут». Как ГРУ создало фантомную ЧВК для вербовки тысяч россиян на войну в Украине |
| 2024 | Январь   | Елена Ярмизина, Владимир Аверин                                                                                         | Новая вкладка                                                                         | «Табу внутри табу». Как занимаются сексом люди с инвалидностью и почему они хотят, чтобы об этом говорили |
| 2024 | Январь   | Александр Штефанов | Александр Штефанов                                                                    | Предыстория войны. Рождение «народных республик» |
| 2024 | Январь   | Алексей Семенов | Такие дела                                                                            | «Спасло то, что я живу открыто и пишу о своем статусе». Как россиян судят за угрозу заражения ВИЧ |
| 2024 | Февраль  | Валерия Кирсанова | Дождь                                                                                 | Конвейер пыток. Жертвы детского дома в Омской области о насилии и издевательствах |
| 2024 | Февраль  | Сергей Горяшко | Русская служба Би-би-си                                                               | «Потешить эго Путина». Как и зачем ФСБ посадила десяток физиков по делу о гиперзвуке |
| 2024 | Февраль  | Шура Буртин | Медуза                                                                                | «Ты сидишь на трупах, ешь на трупах, и все это очень трудно для мозгов». Шура Буртин съездил в Украину — и поговорил с военными о том, что происходит на фронте и в тылу. Это очень подробные (и горькие) свидетельства войны |
| 2024 | Февраль  | Антонина Фаворская | SOTAvision                                                                            | Специальная премия «За мужество и верность профессии» |
| 2024 | Март     | Евгений Фельдман | Евгений Фельдман                                                                      | Фотопроект «Это Навальный» |
| 2024 | Март     | Аня Карпова | Либо/Либо                                                                             | Подкаст «Основано на реальных событиях», сезон «Постельный режим» |
| 2024 | Март     | Никита Сологуб | Медиазона                                                                             | Перевозчик. Рассказ офицера, сопровождавшего «груз 200» в Забайкалье |
| 2024 | Апрель   | Татьяна Брицкая, Анна Артемьева                                                                                         | Новая газета                                                                          | Одна. Как жить, когда сын — доброволец, а родное село считает тебя врагом |
| 2024 | Апрель   | Иван Жилин, Анна Артемьева                                                                                              | Новая газета                                                                          | Невыносимо громко. В России оплакивают мирных жителей, погибших в ходе спецоперации |
| 2024 | Апрель   | Светлана Рейтер и Кристина Сафонова при участии Дениса Дмитриева                                                        | Медуза                                                                                | «Они смотрят на нас как на классовых врагов». Кто составляет черные списки российских артистов и музыкантов, за что в них попадают и как с этим живут. Расследование «Медузы»                                                 |
| 2024 | Май      | Анастасия Красильникова                                                                                                 | Либо/Либо                                                                             | Подкаст-расследование «После школы» |
| 2024 | Май      | Александра Шевченко | 161.ru                                                                                | «Пошло дитё за смертью». Репортаж из Ольгинской, где жители сами нашли убийцу второклассницы |
| 2024 | Май      | Никита Телиженко | Новая газета                                                                          | «Только не нужно называть нас нацистами». Корреспондент «Новой» два месяца наблюдал за ячейкой «Русской общины». Организации, которая насчитывает десятки тысяч человек по всей России                                        |
| 2024 | Май      | Виталий Солдатских и Михаил Рубин                                                                                       | Проект                                                                                | «Быт и нравы эпохи П». Часть 3. Расследование о том, как Владимир Путин изменился вместе со своим дворцом |
| 2024 | Июнь     | Роман Баданин и Михаил Маглов                                                                                           | Проект                                                                                | Убийства, гарем несовершеннолетних и тайна наследников Рамзана Кадырова |
| 2024 | Июнь     | Андрей Лошак | Настоящее время                                                                       | «Возраст несогласия». 2024 |
| 2024 | Июнь     | Витя Кравченко | YouTube-канал «Витя Кравченко»                                                        | Гимнастика: жестокость тренеров, насилие и многолетнее молчание. Маргарита Мамун |
| 2024 | Июль     | | Люди Байкала                                                                          | Распродажа Байкала: Депутаты против природы и здравого смысла |
| 2024 | Июль     | Валерия Кайдалова | Fonar.tv                                                                              | «День прожили — и слава Богу!». Как под обстрелами и атаками дронов живут жители приграничного Грайворона |
| 2024 | Июль     | Елена Дунаева | Черта                                                                                 | «Я был готов пойти в любую мясорубку»: как ставки на спорт гонят игроманов на войну |
| 2024 | Июль     | Светлана Рейтер, Мария Жолобова, Кристина Сафонова, Андрей Перцев                                                       | Медуза, Важные истории                                                                | Охотник на идеологических врагов |
| 2024 | Август   | Витя Кравченко | YouTube-канал «Витя Кравченко»                                                        | Сибирь — мой дом, разбитые мечты и самодельные тренажеры |
| 2024 | Август   | Ирина Гарина | Новая газета Европа                                                                   | Если о нас забудут — я буду счастлива |
| 2024 | Август   | Александр Лисичкин | Кедр                                                                                  | Засуха |
| 2024 | Сентябрь | Леся Лапина | Холод                                                                                 | Что он видел, где он был. История жизни и смерти Никиты Цицаги |
| 2024 | Сентябрь | Катерина Гордеева | Скажи Гордеевой                                                                       | Скурихины: «Страшно. Но надо себя преодолевать» |
| 2024 | Сентябрь | Маргарита Алехина | Верстка                                                                               | История одной семьи времён войны |
| 2024 | Октябрь  | Ирина Шихман | А поговорить?                                                                         | Дети массовых убийц |
| 2024 | Октябрь  | Петр Мироненко, Ирина Панкратова, Ирина Малкова                                                                         | The Bell                                                                              | От ЦБ до ФСБ. История падения Пробизнесбанка, из-за которого разгорелся скандал вокруг ФБК |
| 2024 | Октябрь  | Олеся Герасименко | Верстка                                                                               | Зачем на фронт идут отцы многодетных семей |
| 2024 | ноябрь   | | Вёрстка                                                                               | Календарь домашнего насилия |
| 2024 | ноябрь   | Никита Сологуб | Медиазона                                                                             | Пытки, взятки и побег. Чего стоил мобилизованному Савченко отказ брать в руки оружие |

## Критика
В августе 2023 года журналисты издания «Проект» стали лауреатами премии за статью «Портрет Евгения Пригожина, персонального садиста при президенте России». Однако из-за присутствия в составе жюри одного из менеджеров газеты «Коммерсант» (под это описание подходит только заместитель главного редактора «Коммерсанта» Дмитрий Бутрин, был в состав жюри до ноября 2023 года), которого они посчитали ответственным за «цензуру и пропаганду», издание приняло решение отказаться от премии и приостановить своё участие в ней до формирования нового состава жюри. Дискуссия о том, могут ли в жюри находиться журналисты из подцензурных изданий и стоит ли обращать больше внимания на региональных журналистов, привела к приостановке деятельности премии на два месяца. За это время учредители «Редколлегии» выбрали новый управляющий орган и обновили состав жюри.
В июне 2024 года на оккупированной Россией части Донецкой области Украины погиб военный корреспондент и фотограф Никита Цицаги, который работал как на подцензурные, так и на независимые издания. Опубликованный незадолго перед смертью репортаж «Всё горит и ничего нету» из Шебекино для издания «Новая вкладка» получил премию «Редколлегия». Награждение журналиста, работавшего в том числе на пропагандистские издания, привело к критике премии. Жюри «Редколлегии» отказалось отзывать премию Цицаги, отметив, что премия вручается журналистам за конкретные материалы (было лишь несколько исключительных случаев, когда премию получила серия тематически связанных материалов), а не авторам или изданиям в целом. При этом в жюри отметили, что премия Цицаги «ни в коем случае не может быть расценена как оценка его профессионального пути или профессиональной позиции в целом».

### Комментарии
1. 1 2 3 4 5  Не включая премию за июль 2023, от которой издание и его журналисты отказались[6]